# 髄膜炎菌ワクチン
髄膜炎菌ワクチンは髄膜炎菌による感染症の予防に用いられるワクチンである。ワクチンの種類によってはほとんどまたは全ての髄膜炎菌タイプA、C、W-135、Yに有効である。ワクチン投与から短くても2年間は85%～100%の効果がある。よって、このワクチンが広く使われてる地域では髄膜炎や敗血症にかかる人口は減少しつつある。このワクチンの投与法は筋肉注射または皮下注射である。
世界保健機構は感染リスクが中度から高度または頻発してる地域や国での定期的予防接種推奨している。感染リスクの低い国や地域では、感染リスクの高い団体への予防接種を勧めている。アフリカ髄膜炎ベルトでは感染予防の取組としてすべての1歳から3歳の子供に髄膜炎菌A結合型ワクチンの投与を実施している。カナダと米国では髄膜炎菌全4種のワクチンの定期的予防接種を十代と高リスクの人に勧めている。サウジアラビアではハッジに備えメッカやメディナの住民、ハッジ参加者に予防接種を要請している。
一般的に安全なワクチンである。 一部の人は注射箇所に痛みと赤みを生じる。 妊婦への投与は安全とされる。重度のアレルギー反応が起こる確率は1億投与につき1度以下である。
髄膜炎菌ワクチンが開発されたのは1970年代である。このワクチンは世界保健機関の必須医薬品リストに記載されており、医療制度において必要とされる最も効果的で安全な投薬である。2014年の開発途上国での卸売価格は1投与につき$3.23～$10.77米ドルである。米国での一通りの予防接種(2投与)の価格は$100～$200米ドルである。